# Liste des épisodes de Nashville
Cet article présente la liste des épisodes de la série télévisée américaine Nashville.

## Panorama des saisons
| Saison | Nombre d'épisodes | Diffusion originale sur ABC | Diffusion originale sur ABC | Diffusion originale sur ABC |
| Saison | Nombre d'épisodes | Années                      | Début de saison             | Fin de saison               |
| ------ | ----------------- | --------------------------- | --------------------------- | --------------------------- |
| 1      | 21                | 2012-2013                   | 10 octobre 2012             | 22 mai 2013                 |
| 2      | 22                | 2013-2014                   | 25 septembre 2013           | 14 mai 2014                 |
| 3      | 22                | 2014-2015                   | 24 septembre 2014           | 13 mai 2015                 |
| 4      | 21                | 2015-2016                   | 23 septembre 2015           | 25 mai 2016                 |
| 5      | 22                | 2017                        | 5 janvier 2017              | 10 août 2017                |
| 6      | 16                | 2018                        | 4 janvier 2018              | 26 juillet 2018             |

## Liste des épisodes

### Première saison (2012-2013)
Elle a été diffusée du 10 octobre 2012 au 22 mai 2012 sur le réseau ABC, aux États-Unis.
1. Nashville, au cœur de la musique (Pilot)
2. Les Liens du passé (I Can't Help It (If I'm Still In Love With You))
3. Un prêté pour un rendu (Someday You'll Call My Name)
4. Scandale (We Live in Two Different Worlds)
5. En solo (Move It On Over)
6. Changement de cap (You're Gonna Change (Or I'm Gonna Leave))
7. La Soirée au Ryman (Lovesick Blues)
8. Bénéfices mutuels (Where He Leads Me)
9. Chantage (Be Careful of the Stones You Throw)
10. Sauver les apparences (I'm Sorry for You My Friend)
11. Question de confiance (You Win Again)
12. De la parole à l'acte (I've Been Down That Road Before)
13. Nouvelle Donne (There'll Be No Teardrops Tonight)
14. L'Anniversaire (Dear Brother)
15. Gestion de crises (When You're Tired of Breaking Other Hearts)
16. New York, New York (I Saw the Light)
17. Des hommes d'influence (My Heart Would Know)
18. Mensonges et manipulations (Take These Chains from My Heart)
19. La Soirée des nommées (Why Don't You Love Me)
20. De l'autre côté du miroir (A Picture from Life's Other Side)
21. Un mensonge de trop (I'll Never Get Out of This World Alive)

### Deuxième saison (2013-2014)
Le 10 mai 2013, la série a été renouvelée pour une deuxième saison. Elle a été diffusée du 25 septembre 2013 au 14 mai 2014 sur ABC, aux États-Unis.
1. Entre la vie et la mort (I Fall to Pieces)
2. Changement de direction (Never No More)
3. Tel père, tel fils (I Don't Want to Talk About It)
4. Soirée de gala (You're No Angel Yourself)
5. Nouveaux arrangements (Don't Open That Door)
6. Le Cœur a ses raisons (It Must Be You)
7. Star système (She's Got You)
8. L'Épreuve de feu (Hanky Panky Woman)
9. Fini, les faux-semblants (I'm Tired of Pretending)
10. Les Lendemains ne chantent pas (Tomorrow Never Comes)
11. Descente aux enfers (I'll Keep Climbing)
12. Celle que je suis (Just for What I Am)
13. Bienvenue à l'Opry (It's All Wrong, But It's All Right)
14. Révélations (Too Far Gone)
15. Le Sens de la musique (They Don't Make 'Em Like My Daddy Anymore)
16. Question de confiance (Guilty Street)
17. Privée de sortie (We've Got Things to Do)
18. Jalousie (Your Wild Life's Gonna Get You Down)
19. Les Fantômes du passé (Crazy)
20. À qui la faute ? (Your Good Girl’s Gonna Go Bad)
21. Hommage (All or Nothing with Me)
22. Téléréalité (On the Other Hand)

### Troisième saison (2014-2015)
Le 8 mai 2014, ABC a renouvelé la série pour une troisième saison. Elle est diffusée du 24 septembre 2014 au 13 mai 2015 sur ABC, aux États-Unis.
1. Moi sans toi (That's Me Without You)
2. Un rôle sur mesure (How Far Down Can I Go)
3. T'oublier pour survivre (I Can't Get Over You to Save My Life)
4. La chasse est ouverte (I Feel Sorry for Me)
5. Sur la route (Road Happy)
6. À cœur ouvert (Nobody Said It Was Going to Be Easy)
7. Home sweet home (I'm Coming Home to You)
8. Concurrence exacerbée (You're Lookin' at Country)
9. Histoire d'ex (Two Sides to Every Story)
10. Seconde chance (First to Have a Second Chance)
11. Rêves déçus (I'm Not That Good at Goodbye)
12. Les Liens du sang (I've Got Reasons To Hate You)
13. Trahisons (I'm Lost Between Right or Wrong)
14. Séisme (Somebody Pick Up My Pieces)
15. Ainsi va l'amour (That's the Way Love Goes)
16. Des joies et des larmes (I Can't Keep Away from You)
17. Contre la montre (This Just Ain't a Good Day for Leavin')
18. La Maladie des secrets (Nobody Knows But Me)
19. Veillée d'armes (The Storm Has Just Begun)
20. Avec le temps... (Time Changes Things)
21. La Course aux labels (Is the Better Part Over)
22. Incertitudes (Before You Go Make Sure You Know)

### Quatrième saison (2015-2016)
Le 7 mai 2015, ABC a renouvelé la série pour une quatrième saison de 21 épisodes, diffusée du 23 septembre 2015 au 25 mai 2016 sur ABC, aux États-Unis.
1. Lâcher prise (Can't Let Go)
2. L'Art de la fugue (Til the Pain Outwears the Shame)
3. Comment te dire adieu (How Can I Help You Say Goodbye)
4. Un lien si fragile (The Slender Threads That Bind Us Here)
5. Une soirée à Atlanta (Stop the World (And Let Me Off))
6. Ce qui vient du cœur (Please Help Me I’m Fallin’)
7. Bienvenue au Berverly (Can't Get Used to Losing You)
8. S'isoler pour avancer (Unguarded Moments)
9. Trois c'est trop (Three's a Crowd)
10. Preuves d'amour (We've Got Nothing but Love to Prove)
11. Pour toujours et à tout jamais (Forever and for Always)
12. Liberté retrouvée (How Does It Feel to be Free)
13. Tout recommencer (If I Could Do It All Again)
14. Jour après jour (What I Cannot Change)
15. Quand ton cœur brûle (When There’s a Fire in Your Heart)
16. Besoin d'indépendance (Didn't Expect It to Go Down This Way)
17. T'en va pas (Baby Come Home)
18. Le Prix de la vérité (The Trouble with the Truth)
19. Comment vivre sans toi (After You've Gone)
20. Ça va faire mal (It’s Sure Gonna Hurt)
21. Les Risques du métier (Maybe You’ll Appreciate Me Someday)

### Cinquième saison (2017)
Après l'annulation de la série par ABC, elle est reprise le 10 juin 2016 par CMT. Elle a été diffusée en deux parties : dès le 5 janvier 2017, puis le 1er juin 2017.
1. Chantez, maintenant (The Wayfaring Strabger)
2. L'Être aimé (Back in Baby's Arms)
3. Du bon pied (Let's Put it Back Together Again)
4. Garder la foi (Leap of Faith)
5. Scarlett et Gunnar font un clip (Love Hurts)
6. La Paix intérieure (A Little Bit Stronger)
7. Mon amour d'ouragan (Hurricane)
8. Ne me quitte pas (Stand Beside Me)
9. Sans lendemain (If Tomorrow Never Comes)
10. Derniers adieux (I'll Fly Away)
11. New York New York (Fire and Rain)
12. Se remettre en selle (Back in the Saddle Again)
13. Sur le bon chemin ('Til I Can Make It On My Own)
14. Croire en soi ((Now and Then There's) A Fool Such as I)
15. Tout pour la musique (A Change Would Do You Good)
16. Chassez le naturel... (Not Ready to Make Nice)
17. Espoir déçu (Ghost in This House)
18. Nuit éclatante (The Night Before (Life Goes On))
19. Cœurs brisés (You Can't Lose Me)
20. Retour aux sources (Speed Trap Town)
21. Le Prix à payer (Farther On)
22. Famille, je vous aime (Reasons to Quit)

### Sixième saison (2018)
Le 10 avril 2017, la série a été renouvelée pour une sixième et dernière saison de seize épisodes. Elle est diffusée en deux parties de huit épisodes, la première dès le 4 janvier 2018, et la deuxième dès le 7 juin 2018.
1. Nouvelles attaches (New Strings)
2. La fine équipe (Second Chances)
3. Plus dur sera la chute (Jump Then Fall)
4. C'est mon histoire (That's My Story)
5. Compter les étoiles (Where the Night Goes)
6. Sous l'eau qui dort (Beneath Still Waters)
7. En roue libre (Can't Help But Wonder Where I'm Bound)
8. On ne gagne pas à tous les coups (Sometimes You Just Can't Win)
9. En plein cœur (Pick Yourself Up)
10. Ce qui ne tue pas … (Two Sparrows in a Hurricane)
11. Au bout du monde  (No Place That Far)
12. Le retour du père (The House That Built Me)
13. Le droit au bonheur (Strong Enough to Bend)
14. Rien qu'une chanson (For the Sake of the Song)
15. Je ne veux pas te perdre (I Don't Want to Lose You Yet)
16. Adieu Nashville (Beyond the Sunset)